# 旅美人
旅美人（たびじん）は、2003年7月1日から2008年9月23日までフジテレビで毎週火曜日 21:54 - 22:00に放送されていたミニ番組である。

## 概要
この番組は、その名の通り女性が旅人となり、彼女ら旅美人が日本を旅し、その場所の風景・文化・昔から伝わる言い伝えや伝説などを紹介する。
ナレーターはフジテレビアナウンサーである中村仁美。中村も2006年3月28日と、最終回の2008年9月23日放送分に出演した事がある。
スポンサーの関係で旅するエリアは東日本に限定されている。また、番組タイトルは「たびじん」であり、「たびびじん」ではない。
2006年4月4日放送分からリニューアルし、ハイビジョン制作となった。さらに、2007年4月3日放送分からは字幕放送も開始された。
2005年7月26日に100回、2007年7月31日に200回放送を達成した。
おおむね、4回（1ヶ月）ごとに、1人か2人の旅美人が、1つの県を旅する。
なお、アメリカ合衆国でも、フジテレビがImagine Asian TVの放送枠で現地時間日曜（東海岸23：50〜 西海岸20：50）に約11ヶ月遅れで放送しているほか、ハワイ州のケーブルテレビ日本語専門チャンネルNGN（Nippon Golden Network）でも、約9ヶ月遅れで現地時間日曜に放送されており、その際のCMは日本とは異なるものとなっている。

## 提供
JR東日本の一社提供。オープニングの提供クレジットでは旅先に合った列車名を表示する事があり、CMもそれに合わせる事がある。例えば、青森を旅した場合、東北新幹線はやての提供クレジットが表示されることがあった。広告代理店枠は子会社のジェイアール東日本企画が担当していた。
なお、フジテレビとJR東日本との関係は同局元アナウンサーの堺正幸がJR東日本管内の新幹線や特急列車の車内アナウンスを担当している。

## 今までの出演旅美人とその旅先
旅美人ごとに放送順に記載。左から、放送月（放送回数） - 旅美人：旅先

### 2003年
- 7月（3回） - 桜井裕美：青森県十和田湖・金木町・青森市
- 7-8月（3回） - ?：山形県山形市・南陽・小野川温泉
- 8-9月（4回） - 鈴木みわ：新潟県妙高高原・松之山町・妻有・上越市
- 9-10月（3回） - 重泉充香：岩手県雫石町・平泉・花巻
- 10-11月（4回） - ?：福島県猪苗代・郡山・喜多方・会津若松
- 11月（1回） - ?：岩手県二戸
- 11月（3回） - ?：青森県三沢・八戸

### 2004年
- 2003年12月-2004年1月（5回） - 理絵：宮城県仙台・石巻・松島・塩竈
- 1-2月（3回） - 相沢紗世：長野県長野・志賀高原・小布施・松本
- 2月（2回） - ?：千葉県館山・勝浦
- 3月（2回） - 蛯原友里：静岡県下田市・熱海市
- 6月（3回） - 蛯原友里：栃木県日光市・足利市
- 8月（2回） - 能世あんな、えれな[1]：東京都奥多摩・青梅
- 8月（2回） - 悠美：群馬県前橋市・谷川岳
- 9月（3回） - 大友みなみ：青森県むつ市・大間町
- 10月（4回） - 桜井裕美：長野県野沢温泉村・千曲市・飯田市・戸隠村
- 11月（4回） - 徳澤直子：宮城県鳴子町・鳴子温泉・古川市・登米町
- 11-12月（3回） - 悠美：秋田県秋田市

### 2005年
- 1月（4回） - 桜井裕美：青森県弘前市・十和田湖、秋田県大館市
- 2月（4回） - 桜井裕美、大友みなみ：青森県浅虫・黒石市・五所川原・八甲田蔦温泉
- 3月（4回） - 大友みなみ：新潟県阿賀野市・新発田市・村上市・新潟市・佐渡市
- 4月-5月（4回） - 徳澤直子：神奈川県鎌倉市・大磯・茅ヶ崎・逗子
- 5月（4回） - 能世あんな、えれな：新潟県弥彦村・寺泊・出雲崎・柏崎
- 6月（4回） - 桜井裕美：長野県茅野市・諏訪・小諸市・佐久市
- 7月（4回） - 菊池亜希子：福島県会津若松市・柳津町・下郷町・舘岩村
- 8月（4回） - 太田在：福島県喜多方市・磐梯高原・山都町・猪苗代湖
- 8月-9月（4回） - 桜井裕美：岩手県宮古市・久慈市・玉山村・盛岡市
- 9月-10月（4回） - 能世あんな、えれな：山形県山形市・寒河江市・銀山温泉
- 11月（4回） - ヨンア：青森県奥入瀬・十和田湖・弘前市・小坂町
- 11月-12月（4回） - 徳澤直子：秋田県秋田市・横手市・美郷町・湯沢市

### 2006年
- 2005年12月-2006年1月（4回） - 桜井裕美：岩手県八幡平市・遠野市・水沢江刺・花巻市
- 1月-2月（4回） - 能世あんな、えれな：千葉県大多喜町・佐倉市・九十九里・佐原市
- 2月-3月（4回） - 堀内葉子：静岡県河津町・熱海市・伊東市・下田市
- 3月28日 - 中村仁美：栃木県栃木市
- 4月（4回） - ヨンア：栃木県鬼怒川・湯西川・日光市・宇都宮市
- 5月（4回） - 桜井裕美：石川県加賀温泉郷・福井県三国町・富山県五箇山・石川県金沢市
- 5月-6月（4回） - 堀内葉子：北海道江差町・函館市・大沼国定公園
- 6月-7月（4回） - 菊池亜希子、大桑マイミ：長野県別所温泉・軽井沢・松代・菅平高原
- 7月-8月（4回） - 高垣麗子：宮城県松島・秋保温泉・蔵王国定公園・白石
- 8月-9月（3回） - 大桑マイミ、桜井裕美：福島県只見川・三島・会津若松・喜多方
- 9月-10月（4回） - 高垣麗子：新潟県山北町・山形県鶴岡市・新潟県関川村・村上市
- 10月-11月（4回） - 西山茉希：青森県白神山地・深浦町・弘前・五能線
- 11月-12月（4回） - 桜井裕美：岩手県花巻温泉郷・盛岡・東和温泉

### 2007年
- 2006年12月-2007年1月（4回） - 臼田あさ美：秋田県田沢湖・角館・秋田・乳頭温泉
- 1月（2回） - えれな：栃木県日光市
- 2月（4回） - 今井りか：千葉県南房総・九十九里・館山・銚子
- 3月（4回） - 堀内葉子：山梨県甲府・甲州・大月・山梨
- 4月-5月（4回） - 桜井裕美：山形県米沢・置賜・山形・上山
- 5月（4回） - 高垣麗子：栃木県日光・鬼怒川・奥日光・益子
- 6月（4回） - ヨンア：秋田県角館・田沢湖・秋田市・八郎潟
- 7月（4回） - 北川えり、桜井裕美：岩手県盛岡・平泉・一関
- 7月-8月（4回） - 熊澤枝里子、西山茉希：青森県青森・八甲田・弘前・十和田
- 8月-9月（4回） - えれな、北川えり：群馬県水上・高崎・富岡
- 10月（4回） - 大桑マイミ、西山茉希：山形県鶴岡・新潟県山北・村上・新発田
- 11月（4回） - 桜井裕美：長野県塩尻・安曇野・穂高・松本
- 12月（4回） - ヨンア：宮城県仙台・松島・石巻・大崎

### 2008年
- 1月（4回） - 徳澤直子：福島県いわき小名浜・郡山・いわき湯本・福島
- 2月（4回） - 澤野ひとみ：静岡県熱海・神奈川県湯河原・静岡県伊豆市・神奈川県箱根・静岡県伊東
- 3月（4回） - 蒲生麻由：千葉県富津・館山・南房総・鴨川
- 4月（4回） - 大桑マイミ：山梨県甲府・甲州・白州
- 4-5月（4回） - 徳澤直子：山形県長井・上山・米沢・高畠
- 5-6月（2回） - 高垣麗子：群馬県浅間・嬬恋
- 6月（2回） - 尾形沙耶香：群馬県みなかみ・草津
- 6-7月（2回） - 能世あんな、えれな：福島県会津若松市・大内
- 7月（2回） - えれな：福島県湯野上・田島
- 7-9月（8回） - 生方ななえ：長野県須坂・小布施・黒姫・長野・野尻・岩手県遠野・平泉・一関・盛岡
- 9月（1回） - 西山茉希：宮城県白石・蔵王

## スタッフ
- プロデューサー：永盛健之（D:COMPLEX）
- ディレクター：河本誠司（同上）